# Xã Liberty, Quận Fairfield, Ohio
Xã Liberty (tiếng Anh: Liberty Township) là một xã thuộc quận Fairfield, tiểu bang Ohio, Hoa Kỳ. Năm 2010, dân số của xã này là 7.916 người.